# Hilarij Zorn
Hilarij Zorn, slovenski rimskokatoliški duhovnik in publicist, * 16. marec 1847, Prvačina, † 31. avgust 1926, Gorica.

## Življenje in delo
Hilarij Zorn, nečak nadškofa A. M Zorna, se je rodil v družini gostilničarja Janeza in Marijane (rojene Batič). V Gorici je obiskoval gimnazijo (1861–1869) in semenišče in bil 1872 posvečen. Od 1873 je bil kaplan v Vipavskem Križu in 1875–1882 kooperator v Kamnjah pri Ajdovščini, nato je študiral na Avguštineju na Dunaju. Septembra 1883 je postal katehet na višji realki v Gorici, 1891 bil promoviran za dr. teologije. Leta 1915 se je upokojil, pribežal v Ljubljano, po 1918 pa se vrnil v Gorico.
Zorn je opravljal v okviru goriške škofije razne službe: od marca 1908 je bil nadškofov komisar v izpitni komisiji za učitelje verouka, prosinodalni izpraševalec, prisednik cerkvenega sodišča, šolski svetnik in od 1906 zastopnik Cerkve v deželnem šolskem svetu.
V mladosti se je poskušal v pesništvu in objavljal v raznih primorskih listih. V literaturo in hkrati politiko je zašel ob prijatelju S. Gregorčiču. V članku Človeka nikar (Slovenec 1885, št. 46–52) je spravljivo in obzirno pobijal Mahničevo dogmatsko ostrost in branil Gregorčiča pred očitkom panteističnega fatalizma. Gregorčič je Zornu posvetil zdravico in jo recitiral na Zornovi slavnosti 6. aprila 1885 v Prvačini.

## Zunanje povetave
- Brecelj Marijan. »Zorn Hilarij«. Slovenski biografski leksikon. Ljubljana: ZRC SAZU, 2013 – prek Slovenska biografija.